# V legislatura del Parlamento europeo
La V legislatura del Parlamento europeo è stata il quinto mandato quinquennale del Parlamento europeo eletto. Iniziò dopo le elezioni del giugno 1999 e terminò dopo le elezioni del giugno 2004.
La sessione costitutiva si è tenuta martedì 20 luglio 1999. Nicole Fontaine (PPE-DE, Francia) è stata eletta Presidente a maggioranza assoluta al primo scrutinio. Poiché anche il membro più anziano Mário Soares (PES, Portogallo) era candidato, la sessione è stata aperta dal secondo membro più anziano Giorgio Napolitano.
Il 15 gennaio 2002, Pat Cox venne eletto presidente per la seconda metà del mandato.